# Ядерная программа КНДР
Ядерная программа КНДР — условное название научных исследований КНДР в области создания боевых ядерных зарядов и предназначенных для их доставки ракет-носителей (см. Ракетная программа КНДР).
Официальные наименования реализуемых программ и структура научных проектов не публикуются, исследования по теме проводятся на основе внешних по отношению к КНДР наблюдений и официальных сообщений государственных органов КНДР. Например, ракетные испытания, по официальной версии, носят мирный характер и производятся с целью исследования космического пространства.
10 февраля 2005 года КНДР впервые открыто заявила о создании в стране ядерного оружия. 9 октября 2006 года был произведён первый ядерный взрыв. В апреле 2012 года в конституцию КНДР были внесены поправки о ядерном статусе страны.
Ядерная программа и запуск ракет КНДР вызывают озабоченность США и Японии — с их стороны против КНДР неоднократно вводились жёсткие санкции. В то же время, Китай, несмотря на формальное осуждение, остаётся военным союзником и экономическим партнёром КНДР.
Основатель Корейской Народно-Демократической Республики, Ким Ир Сен, выступал за всеобщее ядерное разоружение.

## 1950—1970-е годы
Соединённые Штаты Америки на протяжении всех послевоенных десятилетий продолжали угрожать КНДР применением ядерного оружия.
Находясь под защитой СССР, руководитель КНДР Ким Ир Сен спокойно относился к ядерной угрозе в отношении своей страны до тех пор, пока не узнал, что во время Корейской войны 1950—1953 годов США планировали сбросить на Пхеньян и его окрестности семь ядерных зарядов. После этого в 1956 году КНДР и СССР подписали договор о подготовке специалистов-ядерщиков. Нередко исследователи называют началом ядерной деятельности КНДР 1952 год, когда было принято решение о создании исследовательского центра атомной энергии. Реальное создание ядерной инфраструктуры началось в середине 1960-х гг.

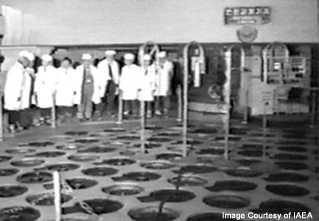
Крышка атомного реактора мощностью 5 МВт в Ядерном центре в Йонбёне

В 1959 году КНДР заключила договоры о сотрудничестве в области мирного использования ядерной энергии с СССР КНР и начала строительство исследовательского центра в Йонбёне (введён в строй в 1964 году), где в 1965 году был установлен советский реактор ИРТ-2000 мощностью 2 МВт. Реактор ИРТ-2000 — это исследовательский легководный реактор бассейнового типа с водно-бериллиевым отражателем нейтронов. В качестве топлива в этом реакторе применяется сравнительно сильно обогащённый уран. Реактор использовал топливо, обогащённое до 10 % по урану-235, но затем, с увеличением тепловой мощности реактора до 8 МВт, обогащение топлива было поднято до 36 %.
В 1993 г. представители КНДР сообщили инспекторам МАГАТЭ, что ещё в 1975 г. в ИРТ-2000 было выделено около 300 мг плутония из облучённых топливных элементов.
С 1985 года в Йонбене было начато строительство ещё одного ядерного реактора, мощность которого должна была составить 50 мегаватт. Было также развёрнуто строительство реактора мощностью 200 мегаватт в районе Тхончхона. Все эти реакторы, по оценкам специалистов, имеют двойное назначение: для выработки электроэнергии и получения плутония оружейного качества.
Работы по созданию ядерного оружия были начаты в 1970-е годы. В 1974 году КНДР вступила в МАГАТЭ. В том же году Пхеньян обратился за помощью в создании ядерного оружия к Китаю; северокорейские специалисты были допущены на китайские полигоны.

## КНДР и МАГАТЭ
Конструкция реакторов Калдер Холл типа магнокс была рассекречена в конце 1950-х годов и находилась в открытом доступе для членов МАГАТЭ, КНДР стала членом МАГАТЭ в 1974, получив тем самым схемы реактора. В 1977 году был заключен трёхсторонний договор о гарантиях между КНДР, МАГАТЭ и СССР (необходимость соглашения вызывалась тем, что КНДР не присоединилась к Договору о нераспространении ядерного оружия). КНДР приступила к строительству первого газографитового ядерного реактора в 1979 или в 1980 г. 14 августа 1985 г. реактор достиг критичности и начал функционировать с 1986 г. В КНДР его называют экспериментальным энергетическим ядерным реактором. Электрическая мощность первого северокорейского ядерного реактора составляет 5 МВт, тепловая мощность — от 20 до 30 МВт. Реакторы данного типа использовались в Англии для наработки плутония и выработки электроэнергии.
В апреле 1985 года, под давлением СССР и в расчёте на строительство с его помощью атомной электростанции, КНДР подписала Договор о нераспространении ядерного оружия (ДНЯО). Было также подписано соглашение о строительстве в КНДР АЭС с четырьмя легководными реакторами типа ВВЭР-440.
В 1990 году это соглашение было уточнено, и вместо четырёх легководных реакторов было принято решение поставить три, но более мощных реактора ВВЭР-640. Также был подписан контракт о поставке Советским Союзом топливных сборок на сумму около 185 тыс. долларов. С июня того же года на атомных объектах страны начались инспекции МАГАТЭ, после того как США заявили о выводе своего тактического ядерного оружия с территории Южной Кореи. В период с 1992—1994 гг. было проведено шесть инспекций, результаты которых вызвали некоторые сомнения со стороны МАГАТЭ.

## «Северокорейский ядерный кризис»
11 февраля 1993 года генеральный директор МАГАТЭ Х. Бликс выступил с инициативой о проведении в КНДР «специальной инспекции». Десять дней спустя министр по атомной энергии КНДР проинформировал МАГАТЭ об отказе его страны разрешить эту инспекцию, а 12 марта — о решении отказаться от ДНЯО. В июне этого же года КНДР в обмен на обещание США не вмешиваться в её дела приостановила свой выход из договора, но через год, 13 июня 1994 года, она всё же вышла из МАГАТЭ.
Согласно рассекреченным данным, в 1994 году президент США Б. Клинтон совместно с министром обороны Уильямом Перри рассматривал возможность нанесения ракетного удара по ядерному реактору в Йонбёне, однако, после того как были запрошены аналитические данные у председателя объединённого комитета начальников штабов ВС США генерала Джона Шаликашвили, стало ясно, что подобный удар может привести к полномасштабной войне с большим количеством американских и южнокорейских потерь, а также огромными потерями среди гражданского населения, в результате чего администрация Клинтона была вынуждена пойти на невыгодные, с её точки зрения, «Рамочные соглашения» с КНДР.

## США и КНДР
Процессы подготовки Соединённых Штатов к военной акции против КНДР были «спущены на тормозах» визитом бывшего президента США Джимми Картера к лидеру КНДР Ким Ир Сену в Пхеньяне в 1994 году, на котором было достигнуто соглашение о замораживании северокорейской ядерной программы. Это событие стало переломным моментом, переведшим кризис в переговорную плоскость и обеспечившим его дипломатическое разрешение. В октябре 1994 года, после длительных консультаций, КНДР подписала с Соединёнными Штатами «Рамочное соглашение», по которому КНДР взяла на себя некоторые обязательства, например:
- прекращение строительства и использования реакторов и предприятий по обогащению урана;
- отказ от извлечения плутония из топливных сборок реакторов;
- вывод ОЯТ за пределы страны;
- принятие мер к демонтажу всех объектов, чьё назначение тем или иным способом говорит о распространении ядерного оружия.

В свою очередь, власти США взяли на себя обязательство:
- осуществлять поставки топливного мазута;
- взамен остановленного реактора в Йонбёне мощностью 5 МВт, построить два гораздо более современных реактора на лёгкой воде мощностью по 1000 МВт каждый, которые к тому же нельзя было бы использовать для наработки оружейного плутония[16].

Приход к власти нового президента, Буша (младшего), привёл к обострению отношений между двумя странами. Реакторы на лёгкой воде так и не были построены, что не мешало США выдвигать в адрес КНДР всё новые и новые требования. Буш включил КНДР в список «стран-изгоев», а в октябре 2002 года заместитель госсекретаря США Джеймс Келли заявил, что КНДР ведёт обогащение урана. Через какое-то время США приостановили поставки топлива для северокорейских электростанций, а КНДР 12 декабря 2002 года официально объявила о возобновлении ядерной программы и выдворении инспекторов МАГАТЭ. К концу 2002 года в КНДР, по данным ЦРУ, было накоплено от 7 до 24 кг оружейного плутония.
10 января 2003 года КНДР официально вышла из ДНЯО.
5 февраля 2018 года в Сеуле состоялись переговоры по вопросам ракетно-ядерной программы КНДР между спецпредставителем Республики Корея Ли Ду Хуном и представителем США по денуклеаризации Корейского полуострова Джозефом Юном, в ходе которых стороны отметили высокий уровень взаимодействия и сотрудничества между США и Республикой Корея.
Южнокорейский телеканал «Ютиэн» со ссылкой на данные анализа коммерческих спутниковых снимков (датированных 17 и 25 февраля 2018 г.), которые 6 марта 2018 г. представил американо-южнокорейский институт Джона Хопкинса «38 Норс», сообщил о вероятном приведении КНДР в рабочий режим своего экспериментального легководного реактора в ядерном центре Йонбён в провинции Пхенан-Пукто.
Американские СМИ со ссылкой на неопубликованный отчёт группы экспертов ООН 28 февраля 2018 г. обвинили КНДР в поставках компонентов для создания баллистических ракет и химического оружия правительству Сирии.
15 апреля 2019 года пресс-служба Госдепартамента США сообщила о том что госсекретарь США Майкл Помпео выступает за проведение нового саммита американского и северокорейского лидеров.
30 июня 2019 года состоялась третья встреча президента США Дональда Трампа и главы КНДР Ким Чен Ына. Встреча состоялась в демилитаризованной зоне. Таким образом Дональд Трамп стал первым президентом США, посетившим территорию КНДР.
3 сентября 2020 года заместитель министра обороны США по вопросам ядерного и ракетного сдерживания Роберт Суфер сообщил о том, что США ведут разработки новой модификации противоракеты SM-3 Block IIA в связи с ростом угрозы со стороны КНДР.
20 июля 2021 года состоялась встреча представителей дипломатических ведомств США, Японии и Республики Корея, на которой обсуждались совместные действия по денуклеаризации Корейского полуострова, а также политика трех стран в отношении КНДР.
13 декабря 2022 года представитель государственного департамента США Нед Прайс заявил, что Вашингтон готов ввести санкции против любых лиц, которые поддерживают незаконные программы КНДР по созданию оружия массового поражения.

## Шестисторонние переговоры
В 2003 году начались переговоры по ядерной программе КНДР с участием КНР, США, России, Южной Кореи и Японии.
Первые три раунда (август 2003 года, февраль и июнь 2004 года) не принесли особых результатов. А от участия в четвёртом, намеченном на сентябрь, Пхеньян уклонился в связи с очередным обострением американо-корейских и японо-корейских отношений.
На первом раунде переговоров (август 2003 года) США стали добиваться не только свёртывания северокорейской ядерной программы, но и ликвидации уже созданной в КНДР ядерной инфраструктуры. В обмен США соглашались дать гарантии безопасности КНДР и оказать экономическую помощь Пхеньяну, поставив ему, в частности, два легководных реактора. Однако США и Япония требовали свёртывания ядерной программы КНДР под контролем МАГАТЭ или комиссии пяти держав. КНДР на такие условия не согласилась.
На втором раунде (февраль 2004 года) КНДР согласилась заморозить свою ядерную программу под контролем МАГАТЭ и в обмен на поставки мазута. Однако теперь США при поддержке Японии требовали не замораживания, а полной ликвидации ядерных объектов КНДР под контролем МАГАТЭ. КНДР отвергла подобные предложения.
Надежда на успешное разрешение ядерного кризиса на Корейском полуострове впервые появилась на третьем раунде шестисторонних переговоров, которые проходили в период с 23 по 26 июня 2004 года, когда США согласились на «вознаграждение за замораживание». В ответ на это, КНДР заявила, что готова воздержаться от производства, испытаний и передачи ядерного оружия и заморозить все объекты, имеющие отношение к ОМУ. США выдвинули проект передачи ядерных объектов КНДР под временное международное управление комиссии пяти держав или МАГАТЭ. В дальнейшем предлагалась ликвидация северокорейских ядерных объектов под международным контролем. Но КНДР не согласилась и с этим вариантом. МИД КНДР выразил неудовлетворение результатами переговоров.

### Неидентифицированный взрыв
9 сентября 2004 года южнокорейским разведывательным спутником был зафиксирован сильнейший взрыв в отдалённом районе КНДР (провинция Янгандо) неподалёку от границы с Китаем. На месте взрыва остался видимый из космоса кратер, а над местом происшествия выросло огромное грибовидное облако диаметром около четырёх километров.
13 сентября власти КНДР объяснили появление облака, похожего на ядерный гриб, взрывотехническими работами в ходе строительства ГЭС Самсу (в Янгандо берут начало две крупнейшие реки этого региона Амноккан и Туманган).
Южнокорейские эксперты сомневаются в том, что это был ядерный взрыв. По их мнению, взрыва могло не быть вообще, а выброс дыма в атмосферу — следствие крупного пожара. По некоторым сообщениям, в районе может находиться завод по производству компонентов ракет, и причиной взрыва могло стать воспламенение ракетного топлива или детонация боеголовок.
По другой информации, в этом районе сосредоточены военно-стратегические объекты, в частности недавно построенная ракетная база Йонджори, представляющая собой подземный ракетный полигон, где в глубоких тоннелях хранятся и испытываются баллистические ракеты, способные долететь до территории Японии.
Официальные американские источники полагают, что ядерного взрыва не было. В то же время американские разведслужбы отмечали странную активность в районе ядерных объектов страны.

### Отказ от переговоров
16 сентября 2004 года КНДР заявила, что не будет участвовать в шестисторонних переговорах по северокорейской ядерной проблеме до прояснения ситуации с секретными урановыми и плутониевыми разработками в Южной Корее. В начале сентября Южная Корея признала, что в 2000 году ею было получено небольшое количество обогащённого урана. По утверждению официальных лиц, все эксперименты носили сугубо научный характер и вскоре были полностью свёрнуты.
28 сентября 2004 года заместитель министра иностранных дел КНДР заявил на сессии Генеральной Ассамблеи ООН, что КНДР уже превратила в ядерное оружие обогащённый уран, полученный из 8000 переработанных топливных стержней из её атомного реактора. Он подчеркнул, что у КНДР не было иного выбора в создании сил ядерного сдерживания в условиях, когда США провозгласили своей целью уничтожение КНДР и угрожают превентивными ядерными ударами.
При этом дипломат отверг сообщения о приготовлениях КНДР к возобновлению ракетных испытаний как «непроверенные слухи». Односторонний мораторий КНДР на испытания баллистических ракет был введён в 1999 году, в 2001 его продлили до 2003 года. В 1998 году КНДР провела испытание баллистической ракеты, которая перелетела через Японию и упала в Тихий океан.
21 октября 2004 года тогдашний госсекретарь США Колин Пауэлл заявил, что «разведка не может сказать, располагает ли КНДР ядерным оружием».
10 февраля 2005 года МИД КНДР впервые открыто заявил о создании в стране ядерного оружия: «Мы — за шестисторонние переговоры, однако вынуждены прервать своё участие в них на неопределённый срок — до тех пор, пока не убедимся, что созданы достаточные условия и атмосфера, позволяющие надеяться на результаты диалога. Переговорный процесс зашёл в тупик из-за анти-корейской враждебной политики США. Покуда Америка размахивает ядерной дубинкой, вознамерившись во что бы то ни стало ликвидировать наш строй, мы будем расширять запасы ядерного оружия ради защиты исторического выбора нашего народа, свободы и социализма».

### Международная реакция
Реальных доказательств того, что КНДР действительно осуществляет военную ядерную программу и, тем более, уже создала ядерную бомбу, на тот момент не было. Поэтому высказывались предположения, что руководство КНДР этим заявлением просто намеревалось продемонстрировать, что оно никого не боится и готово противостоять потенциальной угрозе со стороны США — в том числе ядерным оружием. Но поскольку КНДР не представила доказательств его существования, то российские эксперты сочли это заявление очередным проявлением политики «шантажа с элементами блефа». Что касается МИД РФ, то его представители назвали отказ КНДР от участия в шестисторонних переговорах и намерение наращивать ядерный арсенал «не соответствующими выражаемому Пхеньяном стремлению к безъядерному статусу Корейского полуострова».
В Южной Корее в связи с заявлением КНДР было созвано срочное заседание Совета безопасности страны. Южнокорейский МИД призвал КНДР «возобновить участие в переговорах без каких-либо условий».
Государственный секретарь США Кондолиза Райс заявила, что если информация о наличии у КНДР ядерного оружия подтвердится, то это «лишь усилит изоляцию этой страны». Позднее она добавила: «Мы надеемся, что шестисторонние переговоры ещё состоятся, и на них мы сможем решить проблему».
Премьер-министр Японии Коидзуми заявил, что японцы «будут и дальше убеждать КНДР, что отказ от ядерного оружия послужит их собственному благу».
Госсекретарь Кондолиза Райс в марте 2005 года предложила КНР оказать экономический нажим на Пхеньян путём прекращения поставок нефти и угля, что было бы равносильно торгово-экономической блокаде. По оценкам экспертов, доля КНР в оказании КНДР экономической помощи составляет, по разным данным, от 30 до 70 %.
Южная Корея была против того, чтобы прибегать к санкциям и отказываться от оказания КНДР гуманитарной помощи или от совместных экономических проектов. Официальный представитель правящей партии «Уридан» даже потребовал от США предоставить доказательства своих обвинений в том, что КНДР экспортирует ядерные материалы, либо прекратить «заниматься пропагандой», поскольку такая политика может вызвать серьёзные проблемы между Южной Кореей и США.
Впоследствии выяснилось, что США исказили данные, которые они ранее предоставляли другим странам в отношении северокорейской ядерной программы. В частности, в начале 2005 года США проинформировали Японию, Южную Корею и Китай о том, что КНДР поставила в Ливию гексафторид урана — исходный материал в процессе обогащения урана, который может быть использован и для создания боевого ядерного заряда. Однако, как сообщила газета «Вашингтон пост», КНДР на самом деле поставляла гексафторид урана в Пакистан — не зная о его дальнейшей переправке в Ливию.
Главное, что смогла сделать Япония, — перекрыть поток валютных поступлений в КНДР от живущих в Японии корейцев, путём создания ряда бюрократических барьеров. 22 марта 2005 года Пхеньян потребовал исключить Японию из участия в шестисторонних переговорах, поскольку Япония «полностью следует американской политике и не вносит какого-либо своего вклада в переговоры».
Одновременно КНДР поспешила выразить свою солидарность с Сеулом, отношения которого с Японией резко испортились из-за территориальных претензий Японии на остров Токто (Такэсима), подчеркнув даже возможность военной поддержки Сеула.

### Возобновление переговоров
В июле 2005 года, после длительных неофициальных консультаций, КНДР согласилась вернуться за стол шестисторонних переговоров по ядерной программе в Пекине. В качестве условия КНДР выдвинула одно требование — чтобы США «признали КНДР в качестве партнёра и относились к ней с уважением».
Четвёртый раунд переговоров прошёл в июле-августе 2005 года, когда участникам впервые удалось договориться о принятии совместного документа. 19 сентября 2005 года было принято Совместное Заявление о принципах денуклеаризации. За КНДР признавалось право на мирное использование ядерной энергии, а все участники переговоров соглашались обсудить вопрос о поставке КНДР легководного ядерного реактора. Помимо подтверждения КНДР обязательств свернуть ядерную программу, вернуться в ДНЯО и под инспекции МАГАТЭ, в документе содержались заявления о намерении нормализации отношений между КНДР и США, и между КНДР и Японией.
В ходе пятого раунда переговоров (9—11 ноября 2005 года) КНДР заявила о готовности приостановить испытания ядерного оружия. Пхеньян пообещал отложить испытания ядерного оружия в качестве первого шага в рамках программы постепенного превращения Корейского полуострова в безъядерную зону.
Однако после того, как 10 декабря 2005 года посол США в Сеуле Александр Вершбоу сказал, что коммунистический строй в КНДР можно назвать «криминальным режимом», КНДР заявила, что рассматривает слова американского посла как «объявление войны», и призвала Южную Корею выслать Вершбоу из страны. Пхеньян также заявил, что высказывание посла способно свести на нет все достигнутые ранее договорённости относительно ядерной программы КНДР.
Уже 20 декабря 2005 года Центральное телеграфное агентство Кореи (ЦТАК) сообщило, что КНДР намерена активизировать ядерные разработки на основе графитовых реакторов, с помощью которых можно получать оружейный плутоний. Пхеньян объяснил свои действия прекращением в 2003 году программы строительства АЭС на двух легководных реакторах в Синпхо (восточное побережье КНДР) международным консорциумом «Организация содействия развитию ядерной энергетики Корейского полуострова»  под эгидой США: «В условиях, когда администрация Буша прекратила поставку легководных реакторов, мы будем активно развивать самостоятельную ядерную энергетику на основе графитовых реакторов мощностью 50 и 200 мегаватт».
Одновременно КНДР планировала построить собственный ядерный реактор на лёгкой воде и реконструировать два завода, которые смогут производить большое количество ядерного топлива.
Этим заявлением КНДР фактически денонсировала свои прежние обещания отказаться от всех ядерных программ в обмен на гарантии безопасности и экономическую помощь.
Заявление явилось реакцией на введение США санкций против северокорейских компаний, которые были обвинены в поставках ракет и изготовлении фальшивых долларов, а также на принятие ООН резолюции по правам человека в КНДР.
В начале 2006 года официальный представитель МИД КНР Кун Цюань подтвердил позицию китайской стороны: нельзя отказаться от дальнейшего продвижения переговорного процесса, от коренной цели — осуществления денуклеаризации Корейского полуострова, от принципов достижения этой цели путём мирных переговоров.
19‑22 марта 2007 года в Пекине прошёл первый этап шестого раунда переговоров, а С 27 по 30 сентября 2007 года в Пекине прошли заседания второго этапа шестого раунда.
20 апреля 2018 г. лидер КНДР Ким Чен Ын объявил о замораживании проведения ядерных и ракетных тестов, а также ядерного полигона на севере страны. 8 октября 2018 года Государственный секретарь США Майк Помпео заявил, что лидер КНДР Ким Чен Ын согласился допустить международных инспекторов на ядерные и ракетные полигоны своей страны.
После военных учений КНДР, прошедших с 25 сентября по 9 октября 2022 года Ким Чен Ын заявил, что не намерен вести переговоры с США и Республикой Корея, назвав эти государства «врагами».

## Ядерные испытания
В конце сентября 2006 года на подпись президенту США Джорджу Бушу был направлен законопроект, одобренный обеими палатами американского конгресса. Законопроект вводил санкции против КНДР и сотрудничающих с ней компаний, которые, по мнению США, оказывают содействие КНДР в распространении оружия массового уничтожения (ОМУ), ракет и иных технологий доставки ОМУ. Санкциями также предусматривался запрет на финансовые операции и отказ в выдаче экспортных лицензий.
3 октября 2006 года МИД КНДР распространил заявление, в котором говорилось о намерении КНДР «провести ядерное испытание при условии, что безопасность его будет надёжно гарантирована». В качестве обоснования такого решения было заявлено об угрозе ядерной войны со стороны США и экономических санкциях, имеющих целью удушение КНДР — в этих условиях Пхеньян не видит иного выхода, кроме проведения ядерного испытания. При этом, как отмечалось в заявлении, «КНДР не собирается использовать ядерное оружие первой», а наоборот, «продолжит прилагать усилия по обеспечению безъядерного статуса Корейского полуострова и предпринимать всесторонние усилия в направлении ядерного разоружения и полного запрета ядерного оружия».
6 октября члены Совета Безопасности ООН единогласно одобрили заявление председателя СБ, призывающее КНДР отказаться от ядерных испытаний и немедленно вернуться к переговорам в шестистороннем формате без предварительных условий. Проект заявления был подготовлен Японией. Именно она взяла на себя инициативу выработки общей позиции мировых держав в отношении северокорейской угрозы.

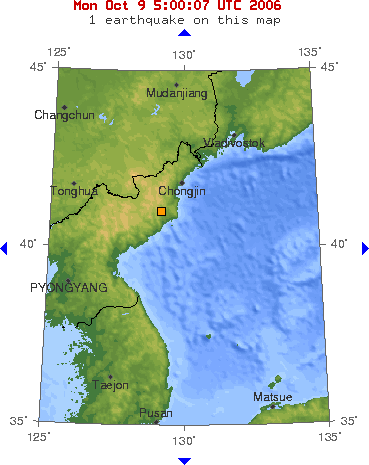
Место проведения испытания

Премьер-министр Японии Синдзо Абэ 8 октября 2006 года отправился в Пекин и Сеул обсуждать «корейскую проблему», возобновив, таким образом, контакты на высшем уровне между Японией и КНР (прерванные за пять лет до этого). Данный факт свидетельствует о том значении, которое придаётся странами региона первому в истории испытанию корейской атомной бомбы. Китайский лидер Ху Цзиньтао дал понять перед началом переговоров, что китайское руководство готово к конструктивному взаимодействию с Японией по всем вопросам, включая корейский кризис.

### Первое испытание
9 октября 2006 года КНДР объявила об успешном проведении ядерного испытания. В сообщении ЦТАК говорилось: «Наше исследовательское подразделение безопасно и успешно произвело подземное ядерное испытание… Ядерное испытание стало историческим событием, которое принесло счастье нашим военным и народу. Ядерное испытание внесёт вклад в поддержание мира и стабильности на Корейском полуострове и в прилегающем районе».
По информации южнокорейского агентства «Ёнхап», испытание было проведено в 10:36 по местному времени (1:36 UTC) на ядерном полигоне Пунгери (Пхунгери), рядом с городом Кильчжу (провинция Хамгён-Пукто) на северо-востоке КНДР, всего в 170—180 километрах от границы с Россией.
В точке с координатами 41°18′ с. ш. 129°08′ в. д. был зарегистрирован подземный толчок c магнитудой 4,2. Землетрясение было зафиксировано в Южной Корее, Японии, США, Австралии и России.
Как сообщила на следующий день российская газета «Коммерсант», «о планируемом времени проведения испытаний Пхеньян проинформировал Москву по дипломатическим каналам за два часа до взрыва». КНР, которую Пхеньян предупредил об испытании лишь за 20 минут до взрыва, практически сразу поставила об этом в известность партнёров по шестисторонним переговорам — США, Японию и Южную Корею.
Министр обороны РФ Сергей Иванов доложил президенту Путину, что мощность подземного взрыва составила от 5 до 15 килотонн. По оценкам прочих источников, мощность составила около 0,5 килотонны. Из-за столь малой мощности высказывается подозрение, что взрыв не был ядерным, а взорвано было несколько сотен тонн тротила.
Согласно заявлению властей КНДР и мониторингу соответствующих служб окружающих стран, утечки радиации не зафиксировано.
Все ведущие мировые державы, включая Россию и (впервые) Китай, а также руководство НАТО и Евросоюза осудили проведение ядерного испытания в КНДР. Российский президент Владимир Путин на совещании с членами правительства заявил: «Россия, безусловно, осуждает испытания, проведённые КНДР, и дело не только в самой Корее — дело в огромном ущербе, который нанесён процессу нераспространения оружия массового уничтожения в мире».
Южная Корея отменила отправку в КНДР очередной партии гуманитарной помощи и привела свои вооружённые силы в состояние повышенной боевой готовности.
Как считают американские эксперты, КНДР располагает количеством плутония, достаточным для производства 12 ядерных боеприпасов. При этом эксперты полагают, что КНДР не обладает технологиями, позволяющими создать боеприпас, который можно было бы разместить в головной части ракеты.

### Второе испытание
25 мая 2009 года КНДР вновь провела ядерные испытания. Мощность подземного ядерного взрыва, по оценке российских военных, составила от 10 до 20 килотонн. 27 мая «Голос Кореи» на всех 9 языках своего иновещания (включая русский) сообщила о прошедшем за день до того в Пхеньяне «массовом митинге общественности», на котором секретарём ЦК ТПК Че Те Боком было приведено официальное обоснование проведения ядерного испытания: «Проведённые ядерные испытания являются решительной мерой для защиты высших интересов республики для защиты суверенитета страны и нации в условиях, когда усиливается угроза со стороны Соединённых Штатов Америки ядерного превентивного удара, их происки по применению санкций». Затем в передаче приводилось заявление «представительства Корейской Народной Армии в Пханмунджоме», в котором заявлялось, что, «несмотря на соглашение о перемирии в Корее, по которому запрещено любое блокирование воюющих сторон, Южная Корея присоединилась к инициативе об ограничении ядерных вооружений, а США ввели санкции против КНДР. В заявлении указывалось, что если будут попытки силового распространения инициативы по ограничению ядерного оружия на КНДР, как, например, попытки досмотра морского транспорта страны, то КНДР будет считать это объявлением войны».

### Третье испытание
В конце января 2013 года Корейская Народно-Демократическая Республика объявила о намерении провести третьи по счёту ядерные испытания. 12 февраля 2013 года геологическая служба США зафиксировала подземные толчки с магнитудой 4,9, эпицентр которых находился в районе северокорейского ядерного полигона. Агентство ООН по ядерному мониторингу заявило о «необычном сейсмическом явлении» с «характеристиками взрыва». В тот же день ЦТАК официально объявило об успешном ядерном испытании. Учитывая, что 12 декабря 2012 года КНДР впервые вывела на орбиту искусственный спутник — «Кванмёнсон-3», это вызвало новый кризис.

### Разработка термоядерного оружия
10 декабря 2015 года Ким Чен Ын заявил о наличии у КНДР водородной бомбы. При этом большинство иностранных экспертов сходится во мнении, что КНДР, скорее всего, ведёт разработки этого вида ядерного оружия, но готовых термоядерных боезарядов у Пхеньяна ещё нет. 3 января 2016 года в Министерстве обороны Южной Кореи заявили о том, что владеют информацией о подготовке властей КНДР к испытанию водородного оружия. Специалисты южнокорейской разведки считают, что КНДР уже могли наладить производство необходимого для создания водородной бомбы трития, а также говорят, что «нельзя исключать возможность того, что новый тоннель, строительство которого ведётся Севером на полигоне Пунгери, предназначен для проведения испытаний термоядерного оружия».
8 января 2017 года по приказу Ким Чен Ына был произведён взрыв первой термоядерной бомбы под землёй недалеко от границы Китая. Это также подтверждают китайские сейсмологи, зафиксировавшие сильное землетрясение. Информация о наличии у КНДР водородной бомбы была подтверждена в сентябре 2017 года.

### Четвёртое испытание

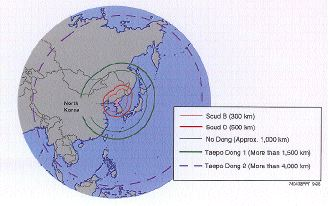
Охват части восточного полушария корейским ракетно-ядерным арсеналом

6 января 2016 года на территории КНДР было зарегистрировано землетрясение магнитудой 5,1, которое связали с проведением подземного ядерного взрыва. КНДР объявила о проведении первого в своей истории успешного испытания водородной бомбы. В мире эксперты высказали сомнения, что КНДР взорвала именно водородную бомбу. Китайский новостной портал «Сина» сообщил, что опрошенные изданием эксперты полагают, что мощность осуществлённого взрыва эквивалентна примерно 22 тыс. тонн тротила, в то время как аналогичный показатель водородной бомбы составляет от нескольких сотен тысяч до одного млн тонн взрывчатого вещества. Эксперты подчеркнули, что имеющиеся у них данные свидетельствуют о том, что испытание было аналогично тестам, проведённым КНДР в 2009 году, а мощность заряда сопоставима с бомбой, взорванной в Хиросиме. Разведка Южной Кореи также поставила под сомнение водородный взрыв в КНДР.

### Пятое испытание
9 сентября 2016 года в 9:30 утра по местному времени на территории КНДР зафиксировано сейсмическое событие магнитудой 5,3. Эпицентр его находился рядом с населённым пунктом, расположенным в 20 километрах от ядерного полигона Пунгери. Геологическая служба США классифицировала подземные толчки в качестве «взрыва». Позже КНДР официально объявила о пятом ядерном испытании. Оценка мощности взрыва — от 10 до 30 килотонн.

### Шестое испытание
3 сентября 2017 года, сейсмические станции разных стран зафиксировали мощные подземные толчки на территории КНДР. Магнитуду землетрясения оценили в диапазоне от 6,1 до 6,4, при этом учёные заявили, что очаг землетрясения находился на поверхности земли. Толчки произошли в 12:30 по местному времени в провинции Хамгён-Пукто, где расположен северокорейский ядерный полигон Пунгери. Руководство КНДР заявило об успешном испытании боеголовки с термоядерным зарядом. Мощность взрыва по оценкам японских сейсмологов составила до 100 килотонн, что в десять раз превышает мощность заряда, испытанного 9 сентября 2016 года. Через восемь с половиной минут после первого землетрясения Геологическая служба США зафиксировала второй толчок магнитудой 4,1. Сделанные после испытания снимки со спутника зафиксировали многочисленные оползни на горе Мантап.